# Holme next the Sea
Holme next the Sea – wieś w Anglii, w hrabstwie Norfolk, w dystrykcie King’s Lynn and West Norfolk. Leży 63 km na północny zachód od Norwich i 168 km na północ od Londynu.
W 2001 miejscowość liczyła 322 mieszkańców.